# Peltogyne gracilipes
Peltogyne gracilipes är en ärtväxtart som beskrevs av Adolpho Ducke. Peltogyne gracilipes ingår i släktet Peltogyne och familjen ärtväxter. Inga underarter finns listade i Catalogue of Life.